# Venturia juncaginearum
Venturia juncaginearum är en svampart som först beskrevs av Wilhelm Gottfried Lasch, och fick sitt nu gällande namn av M.E. Barr 1968. Venturia juncaginearum ingår i släktet Venturia och familjen Venturiaceae.  Arten är reproducerande i Sverige. Inga underarter finns listade i Catalogue of Life.